# インス大妃
『インス大妃』（インステビ、朝鮮語: インスデビ、ハングル: 인수대비）は、韓国JTBCにて2011年12月3日 - 2012年6月24日まで放送されたテレビドラマ（時代劇）。全60話。日本では衛星劇場での放送を経て、2015年8月14日から同年11月5日までBS-TBSで放送された。

## 登場人物

### 主要人物
- 仁粋大妃（インステビ）/ハン・ジョン：チェ・シラ 青年期：ハム・ウンジョン（T-ARA）
韓確の娘。桃源君に嫁ぐ。桃源君との子である乽山君を王にして権力を手にする。
- 貞熹王妃/慈聖大王大妃：キム・ミスク
首陽大君の妻。
- 首陽大君/世祖：キム・ヨンホ
癸酉靖難により権力を手にする。第7代国王。
- 桃源君/懿敬世子：ペク・ソンヒョン
首陽の長男。仁粋大妃の夫。
- 乽山君/成宗：ペク・ソンヒョン（一人二役） 子役：イ・テウ、チェ・ウォノン
第9代国王。仁粋大妃と桃源君の息子。乽山君は王になる前の号。
- ユン・ソンイ/斉献王妃：チョン・ヘビン 子役：チン・ジヒ
見習い女官として宮廷に入り、成宗の王妃となる。
- 燕山君：チン・テヒョン　子役：キム・ジヌ
成宗の長男でユン・ソンイの息子。第10代国王。

### 王室
- 世宗：チョン・ムソン
第4代国王。
- 恵嬪：チェ・ジナ
世宗の側室。
- 文宗：ソヌ・ジェドク
第5代国王。
- 端宗/魯山君：チェ・サンウ
文宗の王子。第6代国王。世祖により王位を追われる。
- 定順王妃：チョ・ジョンウン
端宗の王妃。
- 海陽大君/睿宗：ノ・ヨンハク 子役：ヤン・オニュ、キム・ジュンソン、パク・チュンモク
首陽の次男。第8代国王。
- 斉安大君：コ・ユンフ
睿宗の息子。
- 安順王妃/仁恵大妃：イ・ヨンドゥ 子役：キム・ウォニ
睿宗の王妃。
- 恭恵王妃：イ・ジウ
成宗の最初の王妃。
- ユン・チャンニョン/貞顕王妃/慈順大妃：コ・ジョンミン 子役：ハン・ボベ
成宗の3番目の王妃。当初は側室だったがユン・ソンイの賜薬により王妃に昇格。
- 貴人厳氏：パク・タミ
成宗の側室。
- 貴人鄭氏：チョン・ヨスク
成宗の側室。
- 淑儀権氏：カン・チョヒ
- 月山大君：チャン・ヒウン 子役：アン・ヒョンジュン、ウィ・ホンテ、イ・ジオ
成宗の兄。
- 燕山君王妃：ホン・ソヒ
燕山君の王妃。
- 晋城大君：ペク・スンド　子役：チョン・ジュニョク
成宗の次男で、ユン・チャンニョンの息子。のちの第11代国王・中宗。

### 周辺人物
- 桂陽君夫人：キム・ガヨン
ハン・ジョンの姉。
- 金宗瑞：ハン・インス
- 皇甫仁：シム・ヤンホン
- 権擥：キム・ヨンヒ
- 韓明澮：ソン・ビョンホ
- 柳子光：チェ・ウギョン
- 任士洪：アン・ヒョファン
- 尹士昐：ナ・ソンギュン
- サムォル：ハン・ヒョウン
- 韓確：チャン・ヨン
ハン・ジョンの父。
- 安平大君：イ・グァンギ
- パク尚宮：ソ・イスク
- 尹遘：ペク・スンファン
ユン・ソンイの兄。
- 譲寧大君：パク・ウン
- 長興府夫人：クォン・ギソン
- 尹遇：チュ・ミンス
ユン・ソンイの兄。
- チェ尚宮：イ・ドッキ
- 田畇：パク・ヨンジ
宦官。
- 厳自治：チョン・インテク
- 閔氏：イ・ジェウン
韓明澮の妻。
- 李賢老：キム・ギュチョル
- 洪允成：パク・チョンハク
- 楊汀：チョ・ギョンフン
- 永豊君（ヨンプングン）：イ・ドゥソク
- チョソン：ユ・ホリム
- 韓致亨：キム・ハギュン
- 蔡寿：カン・ソンミン
- 金処善：メン・サンフン
宦官。
- 張緑水：チョン・ソミン
燕山君の側室。
- ナレーター：ユ・ガンジン

## スタッフ
- 企画：ユ・ジョンジュン
- 演出：イ・テゴン
- 脚本：チョン・ハヨン